# Sergio Osmeña
Para la localidad filipina, véase Sergio Osmeña, Sr..
Sergio Osmeña (9 de septiembre de 1878, Cebú  - 19 de octubre de 1961, Ciudad Quezon) fue un político y abogado filipino, y primer vicepresidente de Filipinas durante la presidencia de Manuel Quezon, asumiendo la presidencia en 1944.
Estudió derecho en la Universidad de Santo Tomás, fue director del periódico cebuano El Nuevo Día, gobernador de Cebú en 1904 y fiscal de las provincias de Cebú y de Negros Occidental.
En 1907, fue elegido delegado a la Asamblea Nacional, fundó el Partido Nacionalista Filipino y elegido el primer presidente de la Asamblea de las Filipinas, desde 1907 a 1916. Más tarde fue elegido senador por Cebú.
Formó parte de diversas misiones para negociar con los Estados Unidos la independencia de las Filipinas, y promotor de la obtención del estatus de Commonwealth o Estado Libre Asociado que le fue concedida por el país colonizador en 1935. Fue elegido dos veces vicepresidente durante ese período. Con la invasión japonesa y tras la muerte de Manuel Quezon en 1944, fue nombrado presidente de Filipinas en el exilio.
Osmeña fue el líder del Partido Nacionalista hasta el año 1921, en que le sucedió Manuel Quezon. A partir de 1923, representó a la provincia de Cebú en el Senado filipino. En 1933 formó parte de la misión que se trasladó a Washington D. C. para asegurarse que era aprobada la ley de independencia de las Filipinas, denominada, “Hare-Hawes-Cutting “. Esa ley fue vetada por la Asamblea Filipina. En 1934 fue aprobada la ley Tydings-McDuffie que concedía el estatus de Estado Libre Asociado o Commonwealth al país.
Al año siguiente fue elegido vicepresidente, con Quezon como presidente. Continuó en ese cargo durante el período de la invasión japonesa, cuando el gobierno estuvo exiliado en Washington. Tras la muerte de Quezon en agosto de 1944, fue designado presidente, en cuyo puesto desembarcó en la playa de Palo en la isla de Leyte, junto con MacArthur para tomar posesión de Filipinas durante la II Guerra Mundial.
Organizó las elecciones a la presidencia de Filipinas, tras la independencia de los EE. UU. en 1946, presentándose a la elección, siendo derrotado por Manuel Roxas, que se convirtió en su primer presidente.
Tras las elecciones se retiró de la vida política y regresó a su casa en Cebú.
Murió debido a una insuficiencia hepática grave y a un cáncer de mama el 19 de octubre de 1961 a los 83 años en el Hospital Memorial de los Veteranos en Ciudad Quezon. Está enterrado en el Cementerio del Norte en Manila.

## Imágenes

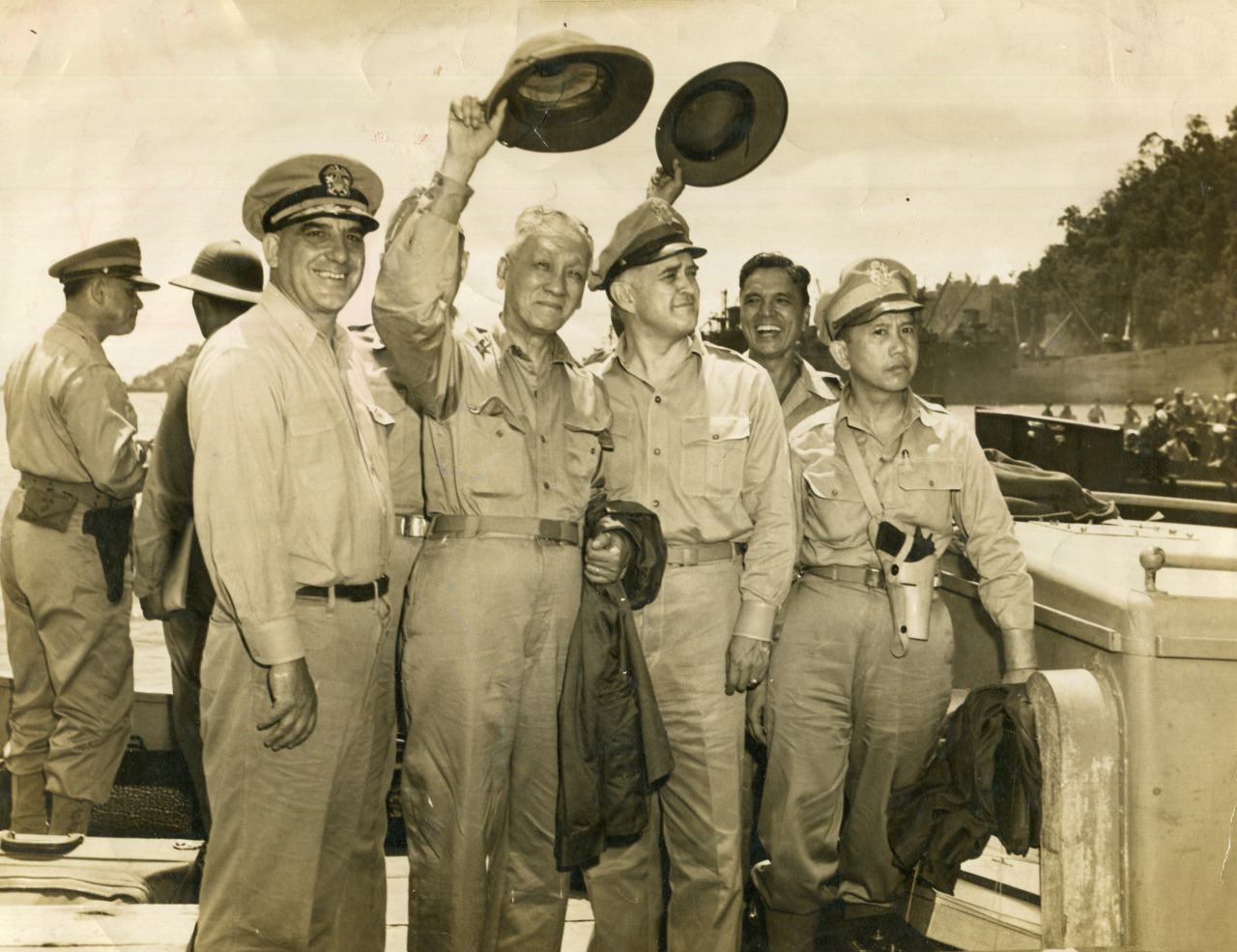
Oficiales de la Marina de los Estados Unidos con el Presidente Osmeña y Carlos P. Rómulo
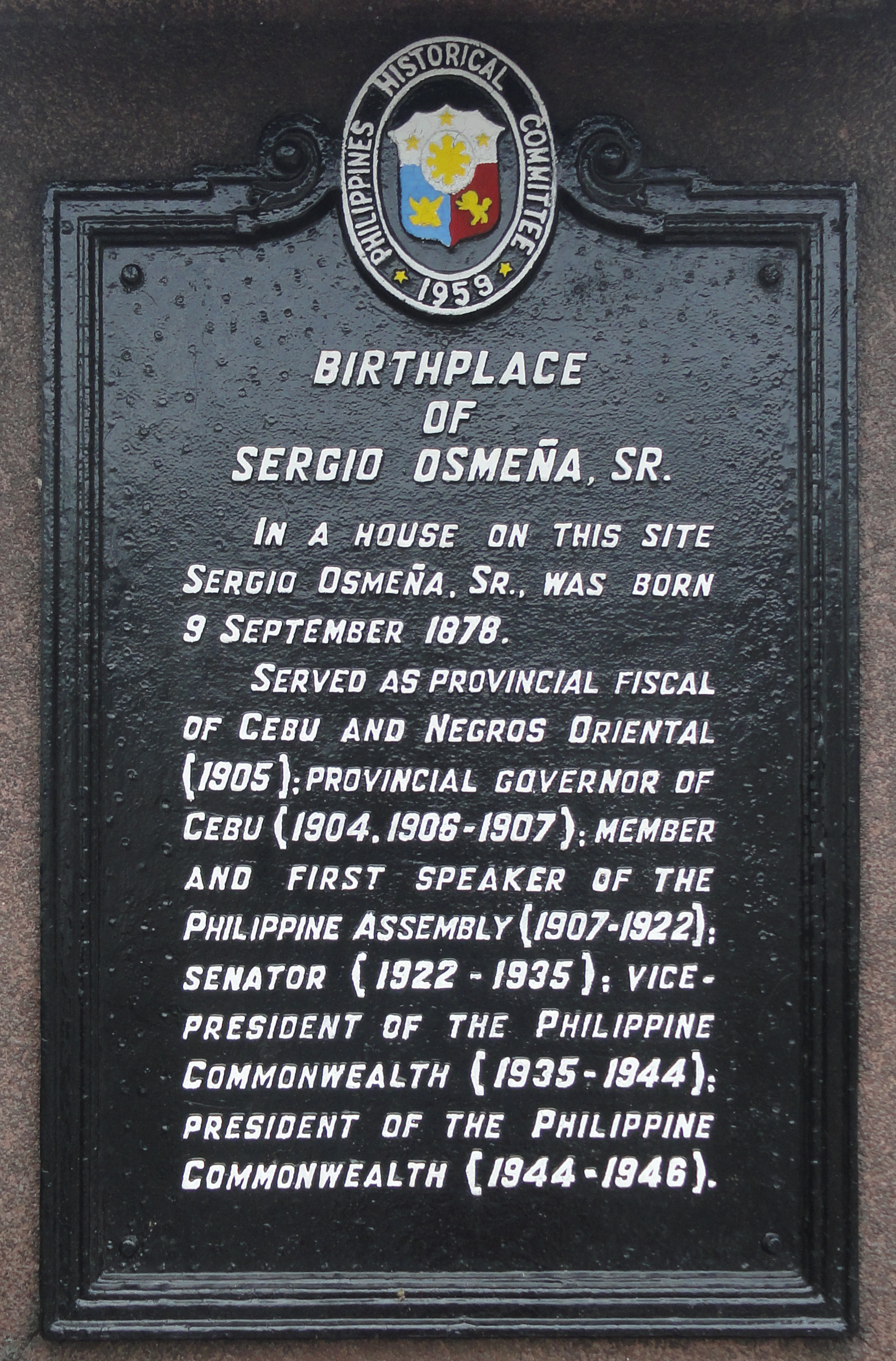
NHCP historical marker commemorating the Birthplace of Sergio Osmeña, Sr.
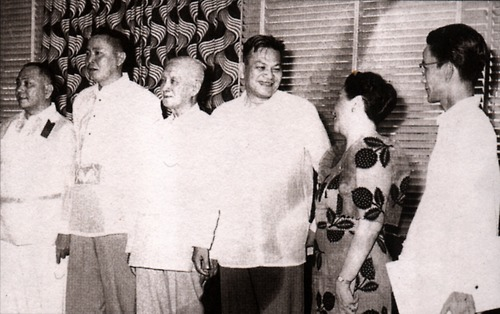
Presidente Ramón Magasaysay  con Sergio Osmeña y Serging Osmeña
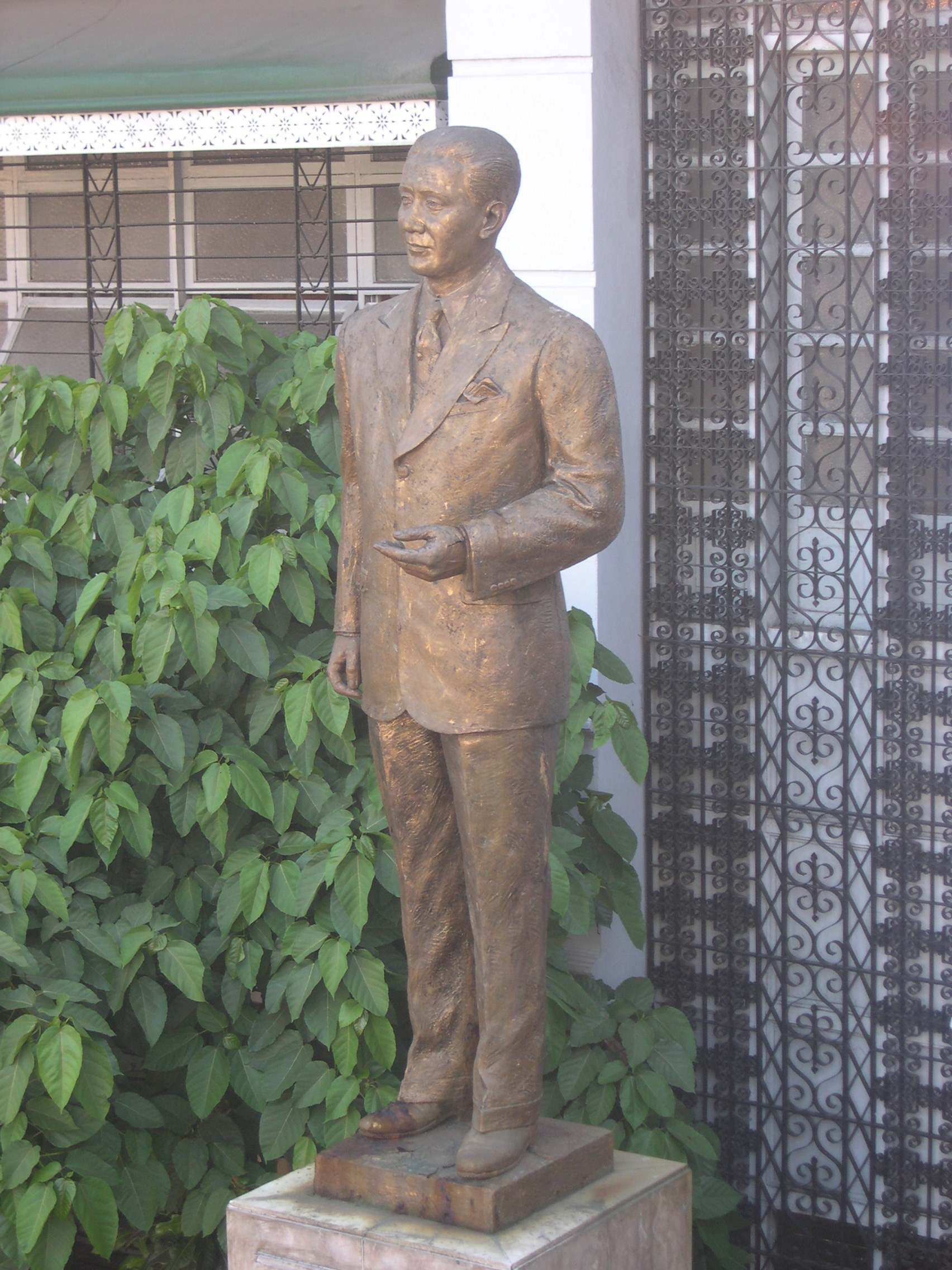
Estatua de Osmeña dentro del CAP Development Center en Cebú.
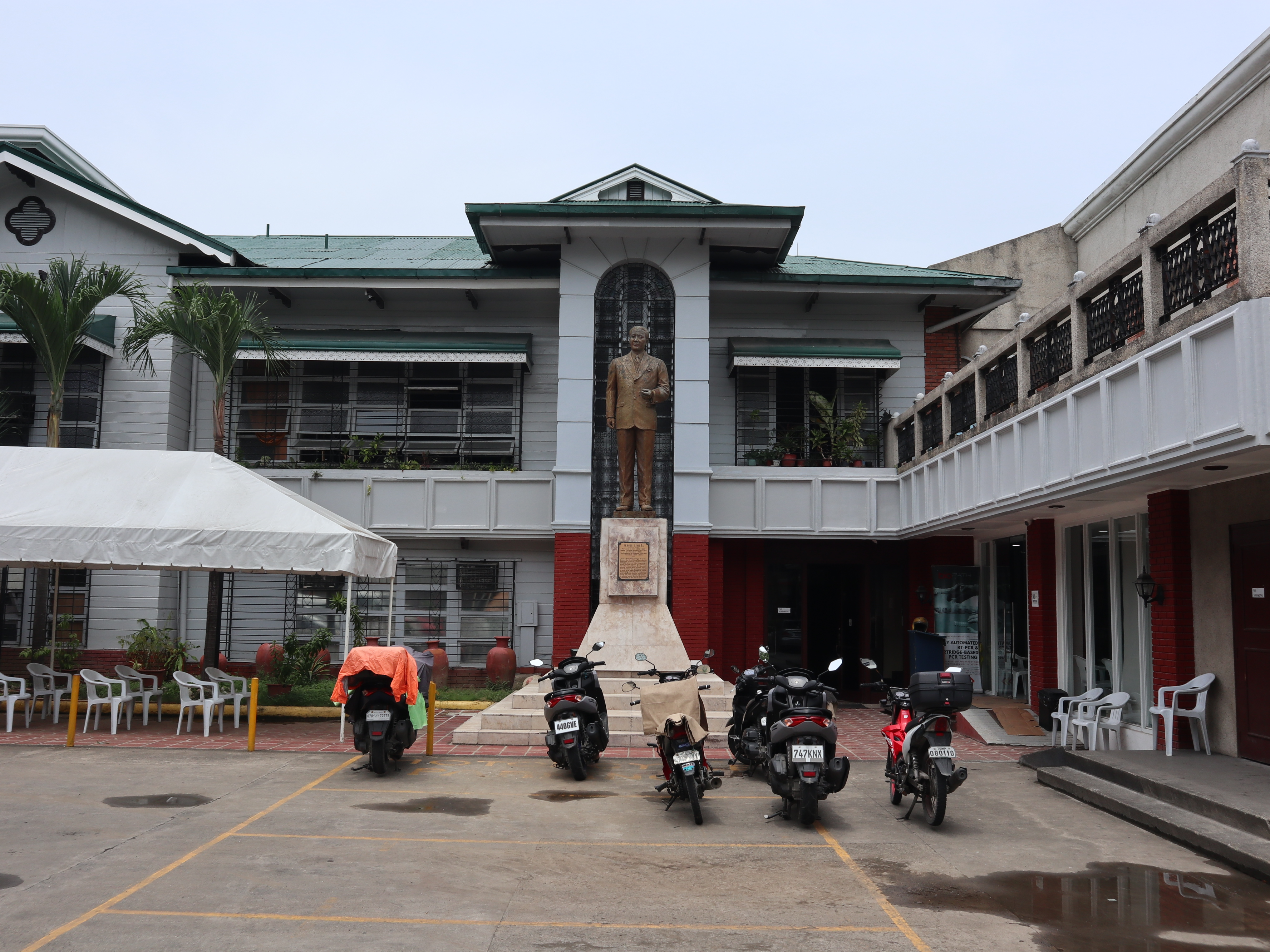
Casa Sergio Osmeña (Ahora propiedad del CAP Development Center) en 2022
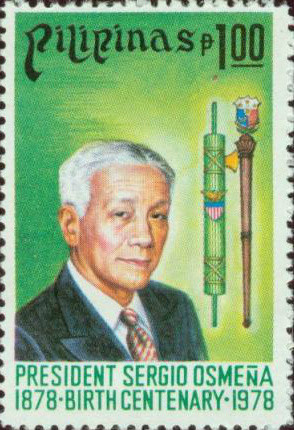
Sello del Centenario del Natalicio de Osmeña N° 1359, emitido en septiembre de 1978.
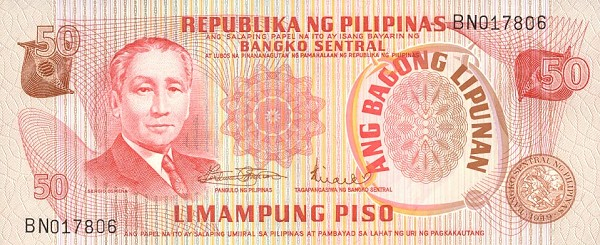
Anverso del billete de 50 pesos filipinos de la serie Ang Bagong Lipunan con Osmeña.
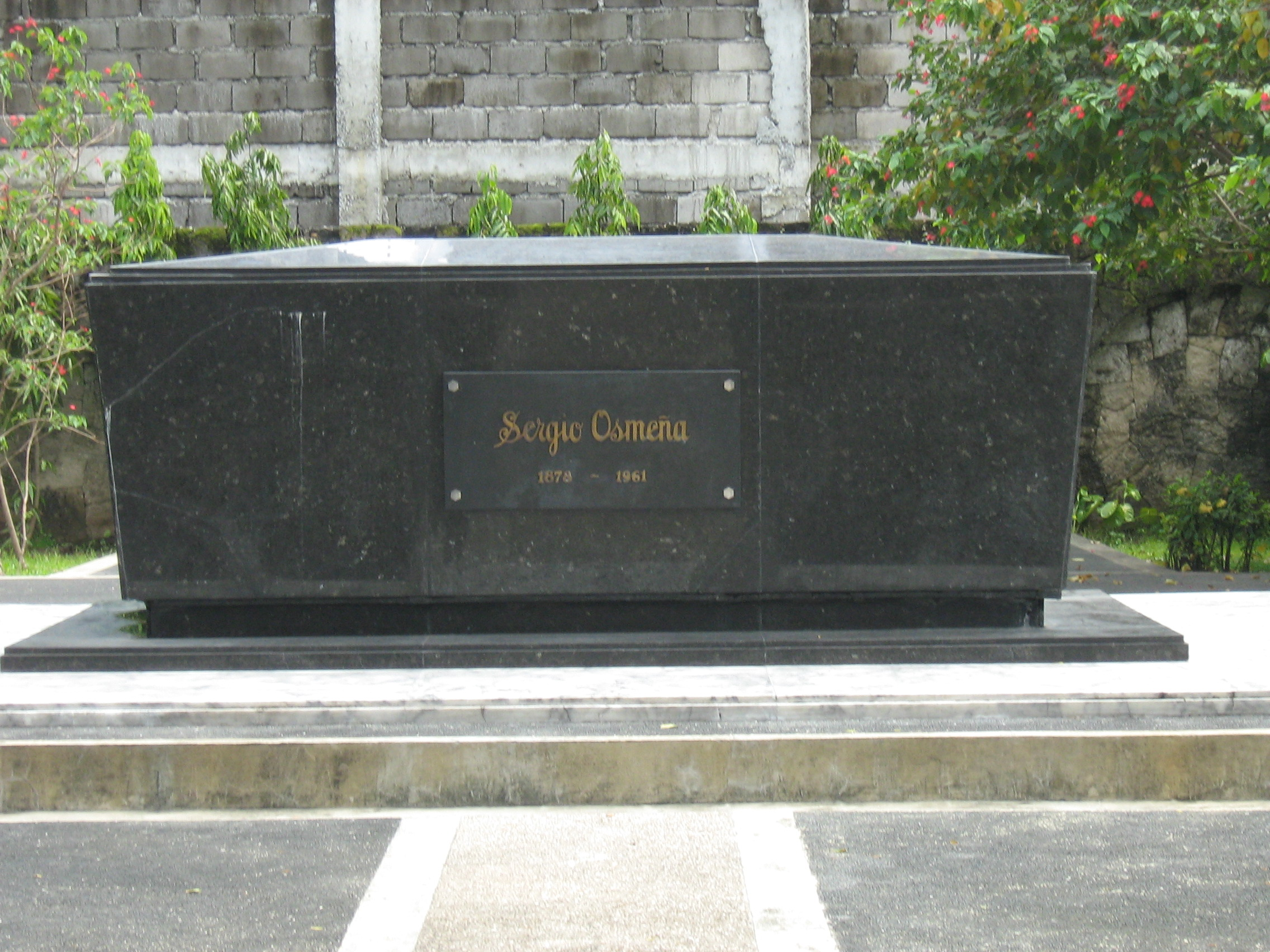
Tumba de Osmeña.